# مارتین هاسینگتری
مارتین هاسینگتری (به انگلیسی: Martin Hussingtree) یک روستا و محله مدنی در بریتانیا است که در Wychavon واقع شده‌است.